# Spinitectus oviflagellis
Spinitectus oviflagellis is een rondwormensoort uit de familie van de Cystidicolidae. De wetenschappelijke naam van de soort is voor het eerst geldig gepubliceerd in 1883 door Fourment.